# Versta
Versta (rusky верста) je stará ruská délková míra, někdy se pro ni používá výraz ruská míle. Je definována jako 500 sažení (sáhů), nebo 1500 aršínů (loktů), tj. 1066,781 metrů. Málo používanou jednotkou byla i versta čtvereční, jejíž hodnota byla 1,138 km2.
Termín meževaja versta označuje dvojnásobnou délku, než je versta. 